# Yngve Orrmell
Yngve Bo August Orrmell, född 5 januari 1923 i Iggesund, Njutångers församling, Gävleborgs län, död 1 april 2012 i Råå, Raus församling, Skåne län, var en svensk jurist, författare och korsordskonstruktör.
Han var son till direktören i Kramfors AB Aron Orrmell och hans hustru Alva född Wåhlin.
Han tog studentexamen på Sigtunastiftelsens humanistiska läroverk 1942. Under ungdomsåren var han en god sprinter och vann flera DM på 100-meter och korta häcken. Han blev jur.kand. i Uppsala och blev efter tingsmeritering i Sollefteå, bolagsjurist hos Stockholms Rederi AB Svea 1954 och chefsjurist och direktionssekreterare där 1960.  
Han är känd som korsordskonstruktör och utarbetade minst 100 så kallade Profil-korsord i Svenska Dagbladets söndagsnummer och ett stort antal korsord i andra tidningar. Under många år skrev han under signaturen Limbo dagsverser i helsingforstidningen Hufvudstadsbladet.
Under pseudonymerna Bo Eneby och Dan Ryde skrev han schlagertexter, bland annat Elisabeth serenad, som låg 33 veckor på Svensktoppen med Inger Berggren, och En gång skall vi åter mötas som sjöngs in av Thory Bernhards, den fick som bäst en andraplacering på branschtidningen Show Business lista över mest sålda skivor i Sverige. Tillsammans med Bobbie Ericson som komponerade musiken, skrev han fyra bidrag till Melodifestivalen: April, april, som vann 1961, Lolo Lolita 1962, Hong-Kong-sång 1963 och Kommer vår 1965.
Som limerickförfattare gav han ut boken En ormtjusarinna i Krokom, Raben & Sjögren 1981.
Han har även givit ut Limbos Rimbok Dagsvers i Hufvudstadsbladet 1982-1991, Författares Bokmaskin 1991.